# Григор Узунов (Куфалово)
Григор (Глигор) Христов Узунов е български революционер, деец на Вътрешната македоно-одринска революционна организация, кмет на град Месемврия, България.

## Биография
Григор Узунов е роден през 1875 година в ениджевардарското село Долно Куфалово, днес в Гърция. Син е на революционера Христо Узунов. Завършва образование в Солун. Присъединява се към ВМОРО, действа като куриер на организацията и според спомените на местни хора е член на околийския комитет в Енидже Вардар, където се занимава със закупуване и пренасяне на оръжие от Гърция. Заедно със секретаря на четата на Апостол войвода Кочо Колищърков се среща с членове на ЦК на ВМОРО по организационни въпроси. През Илинденското въстание участва в редица сражения с ениджевардарската чета, а след въстанието води борба с гръцката пропаганда в района.
Участва във Валандовската акция от 1915 година с четата на Иван Пальошев.
След войните за национално обединение на България се изселва в Несебър, където е член на македонското братство и председател на местната банка. Избиран е за член на Управителния съвет на Македонското братство, както и за делегат на Националния комитет на емигрантските организации в България. По време на кметуването на Марин Маждраков от 8 март 1926 година до 14 април 1928 година Узунов е член на общинския съвет и участва в работата на комисията по оземляване на бежанците. Узунов предлага лозята да се раздадат на гражданите чрез жребий, за да се избегне недоволството. От 3 декември 1929 година до 14 февруари 1930 година Узунов е председател на тричленната комисия (кмет) на Месемврия. През 1949 година Узунов е член на Постоянната комисия по земеделието и горите.
Умира в Несебър през 1961 година.